# Zion (Caroline du Sud)
Pour les articles homonymes, voir Zion.
Zion est une census-designated place située dans le comté de Marion, dans l’État de Caroline du Sud, aux États-Unis. Lors du recensement de 2020, elle comptait 136 habitants.